# トムスク州

トムスク州
ロシア語: Томская область

トムスク州（トムスクしゅう、Томская область; Tomsk Oblast）はロシア連邦中部の州（オーブラスチ）。州都はトムスク。シベリア連邦管区に属する。

## 地理
西シベリア平原の南東部、州を南東から北西に向かって流れるオビ川とその支流のチュリム川、チャヤ川、ケチ川の流域に広がる。大部分はタイガや沼地で覆われている。
東にクラスノヤルスク地方、北にチュメニ州、西にオムスク州、南にノヴォシビルスク州、ケメロヴォ州と隣り合う。

## 歴史
1604年にトムスク市が建設されて以後、ロシア人の入植が始まった。1804年にトムスク県が設置される。1830年代に金鉱が発見され、19世紀末にはシベリア鉄道が開通して急速に発展した。1944年8月13日に、ノヴォシビルスク州の分割にともない、トムスク州とされた。

## 天然資源・産業
原油や天然ガスを産する。主な産業は化学工業、石油精製、石油工業、木材加工など。

## 都市
州都トムスクのほかに、主な都市はセヴェルスク、ストレジェヴォイ、アシノ、コルパシェヴォ、ケドロヴイなど。

## 標準時
この地域は、クラスノヤルスク時間帯の標準時を使用している。時差はUTC+7時間で、夏時間はない。（以前はオムスク時間を使用していて、2011年3月までは標準時がUTC+6で夏時間がUTC+7、同年3月から2014年10月までは通年UTC+7、2016年5月までは通年UTC+6であった）

### 新聞
- ヴェチェルニイ・トムスク紙（Вечерний Томск）（ロシア語）
- トムスク・ニュース紙（Томские Новости）（ロシア語）

### インターネット・ラジオ
- トムスクラジオ（ロシア語）

### テレビ局
- CTC-トムスク（ロシア語）
- TB2（ロシア語）